# Moravská Dyje
Moravská Dyje este o arie protejată (arie specială de conservare — SAC, sit de importanță comunitară — SCI) din Republica Cehă întinsă pe o suprafață de 258,61 ha, integral pe uscat.

## Localizare
Centrul sitului Moravská Dyje este situat la coordonatele 49°00′40″N 15°26′13″E / 49.011111°N 15.436944°E.

## Înființare
Situl Moravská Dyje a fost declarat sit de importanță comunitară în aprilie 2005 pentru a proteja 2 specii de animale. Situl a fost protejat și ca arie specială de conservare în ianuarie 2014.

## Biodiversitate
Situată în ecoregiunea continentală, aria protejată nu include niciun habitat protejat.
Printre speciile de animale protejate care se găsesc aici se numără vidra de râu eurasiatică (Lutra lutra), Anodonta anatina, Unio pictorum, Rhodeus sericeus, beldița (Alburnoides bipunctatus) și racul de râu european (Astacus astacus).
La baza desemnării sitului se află mai multe specii protejate:
- mamifere (1): vidră de râu (Lutra lutra)
- pești (1): boarță (Rhodeus amarus)